# Giardino roccioso

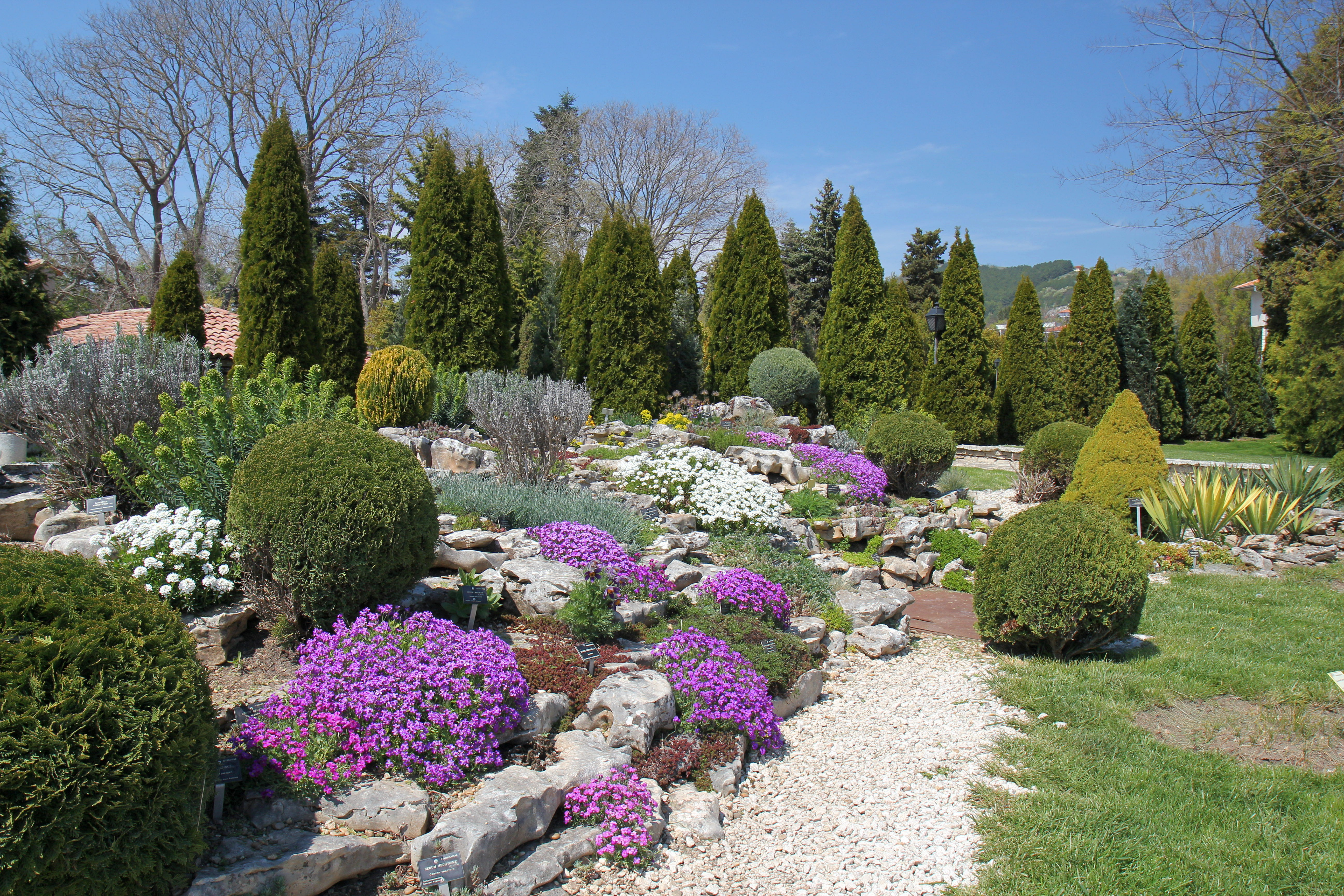
Esempio di giardino roccioso

Un giardino roccioso è un'area adibita a giardino comprendente piante e rocce. Questo tipo di giardino può essere progettato quando lo spazio è ristretto e/o non in piano e si caratterizza per la presenza di piante nane provenienti da terreni aridi e che si adattano alla forma del terreno. Le rocce più idonee per realizzare questo tipo di ambiente sono il tufo, il calcare e l'arenaria. Il giardino roccioso è simile a quello alpino che presenta esclusivamente piante alpine.